# Ensign O'Toole
Ensign O'Toole est une sitcom américaine en 32 épisodes de 30 minutes, diffusée entre le 23 septembre 1962 et le 5 mai 1963 sur le réseau NBC. C'est une comédie qui s’inspire d'un roman de William Lederer (Ensign O’Toole and Me) et qui raconte les petites aventures quotidiennes d'un sous-officier de la Marine affecté sur un destroyer.

## Distribution
- Dean Jones : Ensign O'Toole
- Jack Mullaney : Lieutenant Rex St. John
- Harvey Lembeck : Seaman Gabby Di Julio
- Jack Albertson : Lieutenant Commander Virgil Stone
- Beau Bridges : Seaman Howard Spicer
- Jay C. Flippen : Chief Petty Officer Homer Nelson